# Ryton Woodside
Ryton Woodside – przysiółek w Anglii, w hrabstwie Tyne and Wear. Leży 11 km na zachód od centrum Newcastle i 399 km na północ od Londynu. W 1911 roku civil parish liczyła 3043 mieszkańców.